# Bilhete Único
O Bilhete Único é um sistema de bilhetagem eletrônica que unifica em apenas um sistema, toda a bilhetagem dos meios de transportes, gerando assim benefícios aos seus usuários, tais como as tarifas integradas, ou seja, o Bilhete Único oferece desconto ou isenção da tarifa ao se utilizar meios de transporte dentro de um determinado período de tempo. Para o sistema de transporte público, o Bilhete Único é vantajoso, pois o dinheiro entra no caixa antes do usuário utilizar o transporte público e há economias com impressão de bilhetes, além diminuir o interesse por assaltos.

## São Paulo

### Cidade de São Paulo

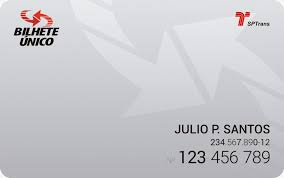
Bilhete Único comum da cidade de São Paulo.

O Bilhete Único da cidade de São Paulo foi uma solução criada pela SPTrans (São Paulo Transporte S/A), empresa responsável pelo transporte de ônibus, ligada ao governo municipal. Hoje em dia, o Bilhete Único também é aceito no Metrô e no Trem Metropolitano.
Com seus mais de 8,5 milhões de cartões expedidos até 2006, e frota de 15.000 ônibus e 7,3 milhões de viagens, esta é provavelmente a 2ª maior solução em bilhetagem eletrônica no mundo, logo após o cartão Octopus de Hong Kong.
A primeira menção ao projeto é de 1992, quando o candidato a prefeito Eduardo Suplicy coloca o projeto como uma de suas propostas, porém ele perde a eleição, sem continuidade. Em 1995 a Câmara Municipal aprova o texto, prevendo integrações em 2h30, projeto do então vereador Carlos Zarattini, porém Paulo Maluf, então prefeito veta o projeto. Erundina ainda o cita como proposta em 1996, mas é apenas em 18 de maio de 2004, na gestão da ex-prefeita Marta Suplicy, que o Bilhete Único é finalmente lançado.
O sistema passou por diversos balanceamentos até chegar ao sistema que conhecemos hoje, sendo os principais diretamente nos primeiros meses de implantação, culminando no atual sistema que permite atualmente que o passageiro faça até quatro viagens de ônibus pagando uma única passagem dentro de um certo período de tempo. Permite ainda fazer integração com meios de transporte sobre trilhos — metrô e trem — pagando um preço menor do que a soma da tarifa de ônibus e de trem ou metrô. Caso o usuário faça uma viagem utilizando os dois meios de transporte, ele poderá fazer até três viagens de ônibus e uma de trem ou metrô.:
| Data     | Valor    | Duração  | Número de Modais               | Adicional Trilho | Gestão          | Novidade                                                |
| -------- | -------- | -------- | ------------------------------ | ---------------- | --------------- | ------------------------------------------------------- |
| mai/2004 | R$1,70   | 120 min  | ilimitado                      | apenas ônibus    | Marta Suplicy   | Liberação do sistema para o público                     |
| jul/2005 | R$1,70   | 120min   | 4 ônibus                       | apenas ônibus    | José Serra      | Passa a ser limitado em 4 viagens de ônibus             |
| dez/2005 | R$1,70   | 120 min  | 4 ônibus ou 3 ônibus e 1 metrô | R$1,30           | José Serra      | Integração com Metrô e Trem Metropolitano nas 4 viagens |
| ago/2008 | R$2,30   | 180 min  | 4 ônibus ou 3 ônibus e 1 metrô | R$1,45           | Gilberto Kassab | Vigência passa de 2h para 3h                            |
| abr/2013 | R$140,00 | 31 dias  | ilimitado                      | R$90,00          | Fernando Haddad | Lançado o Bilhete Único Mensal                          |
| abr/2014 | R$48,00  | 7 dias   | ilimitado                      | R$27,00          | Fernando Haddad | Lançado o Bilhete Único Semanal                         |
| mai/2014 | R$10,00  | 24 horas | ilimitado                      | R$6,00           | Fernando Haddad | Lançado o Bilhete Único Diário                          |

A solução original, iniciada em 1997, foi baseada na solução adotada na cidade de Seul, Coreia do Sul, mas foi abortada devido a problemas do software com a complexa regulamentação do Vale Transporte. Por volta de 2001/2002 o projeto foi reiniciado pela SPTrans, que decidiu que haveria pelo menos 2 provedores de solução para cada necessidade do projeto, para não depender exclusivamente de apenas uma provedora como outras cidades fazem. Os atuais cartões usam tecnologia NFC sem-contato NXP Mifare.
Segundo Celso Campello Neto, professor da Fundação Armando Alvares Penteado - FAAP, o grande propulsor e catalisador do Bilhete Único foi o cartão Vale-Transporte. Este benefício tem Lei específica e faz com que empregadores o concedam mensalmente aos seus empregados. Visando facilitar a disseminação da utilização, os órgãos emissores credenciaram empresas de distribuição, que disponibilizaram estruturas eletrônicas de venda e atendimento, bem como operações de processamento, logística de créditos e cartões, bem como atendimento a ocorrências.
Os empregadores, clientes de empresas distribuidoras de benefícios como a Benefício Certo, Sodexo, Alelo, entre outras podem centralizar seus pedidos e reduzir seus custos, uma vez que, com o Bilhete Único, os custos logísticos de impressão dos vouchers, envelopamento e entrega de valores praticamente se extinguiu, sendo substituídos pelo universo eletrônico de processamento e atendimento. Além disso, o Bilhete Único trouxe a garantia de maior segurança aos usuários pela redução do número de assaltos aos ônibus, bem como eliminou por completo o comércio paralelo de vouchers em papel com deságio, tão comum em São Paulo antes de 2004.
O "Projeto de Bilhetagem Eletrônica", que resultou no "Bilhete Único", tem pelo menos 30 soluções diferentes e vários provedores de solução envolvidos no projeto.
Entre os problemas, o maior deles era a questão da recarga, pois todos os cartões são pré-pagos e a recarga não pode ser feita a bordo. Várias cidades brasileiras falharam em criar e espalhar uma rede de recarga. Devido a acordos com empresas distribuidoras de benefícios, em especial as de Vales-Transporte (VT) e com a Caixa Econômica Federal que concedeu suas lotéricas como pontos de recarga, hoje São Paulo conta com mais de 3.000 pontos de recarga (mar/2007). Hoje a recarga pode ser feita através da internet na loja virtual da SPTrans.
Em 2013 na gestão de Fernando Haddad, passou a vigorar uma nova modalidade de Bilhete Único, o Bilhete Único Mensal, que permite a livre utilização de ônibus ou metrô/trem durante 31 dias pagando 140 reais, ou 230 reais, com a possibilidade de integrar entre ônibus e transportes sobre trilhos durante o período. No ano seguinte, esse sistema foi expandido e passou a valer também outras modalidades de tarifação temporal, os Bilhetes Únicos Semanal e Diário indicados principalmente para turistas.
| Cartão          | Descrição                                                                            |
| --------------- | ------------------------------------------------------------------------------------ |
| Comum           | Bilhete Único Comum com direito a 4 viagens durante 3 horas                          |
| Estudante       | Bilhete Único Estudante com direito a 4 viagens durante 2 horas                      |
| Idoso           | Bilhete Único Idoso com direito a ilimitadas viagens gratuitas a partir dos 60 anos  |
| Vale-Transporte | Bilhete Único Vale-Transporte com direito a 4 viagens durante 2 horas                |
| Personalizado   | Bilhete Único com direito a 4 viagens durante 2 horas                                |
| Obeso/Gestante  | Bilhete Único com direito a 4 viagens durante 2 horas com saída pela porta da frente |
| Deficiente      | Bilhete Único com ou sem acompanhante                                                |

### Campinas
Em Campinas, o sistema (de nome homônimo ao da Capital) também conta com cartões diferenciados para cada tipo de usuário, entre eles:
| Cartão          | Descrição                                                                                 |
| --------------- | ----------------------------------------------------------------------------------------- |
| Comum           | Bilhete Único Comum com direito a 3 viagens durante uma hora e meia - Cor Vermelha        |
| Escolar         | Bilhete Único Estudante com direito a 3 viagens durante uma hora e meia - Cor Azul        |
| Gratuito Idoso  | Bilhete Único Idoso (a partir dos 65 anos) - Cor lilás                                    |
| Vale-Transporte | Bilhete Único Vale-Transporte com direito a 3 viagens durante uma hora e meia - Cor Verde |
| Gratuito        | Bilhete Único para pessoas deficientes - Cor lilás                                        |

- Aos domingos e feriados o período aumenta para 2 horas

## Ceará

### Fortaleza
Inicialmente atendendo apenas à cidade de Fortaleza, o bilhete único foi implantado em 15 de junho de 2013, atendendo qualquer ônibus num intervalo de 2 horas. Em janeiro de 2014 foi implantada a integração entre ônibus e vans, e finalmente foi expandido para toda a Região Metropolitana de Fortaleza no dia 1º de junho de 2016 atendendo cidades como Caucaia, Maranguape, Pacatuba, Aquiraz e outras das 19 inseridas dentro da RM com desconto na tarifa de cada trecho urbano.
Atualmente, a meia passagem estudantil também pode fazer integração, atendendo qualquer ônibus em um intervalo de 2 horas.

### Cariri
Em 29 de dezembro de 2017 é lançado o Bilhete Único Metropolitano do Cariri, integrando Juazeiro do Norte, Crato, Barbalha e Missão Velha, inseridos na Região Metropolitana do Cariri, de implantação pelo DETRAN local e com gastos previstos de R$ 6,5 milhões ao ano o sistema busca atender 42 mil usuários por dia.
|                | Modais permitidos no sistema                                                        | Data Prevista |
| -------------- | ----------------------------------------------------------------------------------- | ------------- |
| Primeira etapa | Linhas de ônibus metropolitanas e nas linhas de ônibus urbanas de Juazeiro do Norte | 2017          |
| Segunda etapa  | Vans do transporte metropolitano e urbano complementar                              | Sem previsão  |
| Terceira etapa | VLT – Veículo Leve sobre Trilhos.                                                   | Sem previsão  |

## Rio de Janeiro[1]

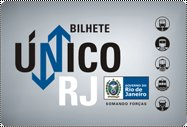
Bilhete único Fluminense

Em 29 de dezembro de 2009, a Lei 5628/09 instaurou o Bilhete Único na região metropolitana do Rio de Janeiro. O Bilhete Único RJ tem a tarifa de R$ 8,55 e com ele o usuário pode viajar em até 2 meios de transporte diferentes  - ônibus, vans legalizadas, trens, barcas e metrô - em até três horas, desde que um deles faça a integração entre municípios. O benefício vale também para quem usa apenas um transporte intermunicipal que custe acima de R$8,55.
O Bilhete Único RJ poderá ser incorporado a qualquer modalidade de RioCard mediante solicitação do comprador de créditos do cartão, tornando desnecessária a compra de um novo cartão.
Para compra avulsa, será disponibilizado nas bilheterias dos trens, metrô, barcas, nas lojas da Fetranspor e também pela Loja Virtual do Bilhete Único RJ, porém seu uso como bilhete único não será imediato, pois em todos os casos é necessária a associação prévia a um CPF, o que faz com que o bilhete único comprado nesses locais só possa ser utilizado 48h depois da compra. Caso o usuário perca ou tenha o cartão bilhete único furtado deverá solicitar o mais rápido possível cancelamento do bilhete único em uma das operadoras autorizadas
Como funciona a integração?

Ao utilizar o 1° transporte, será descontado do cartão o valor integral do modal. Caso o usuário utilize outro meio de transporte público no período de três horas, o restante da integração será descontada.

Se o valor do 1° transporte for superior a R$ 8,55, será descontado o valor total da integração (R$ 8,55) e, na próxima utilização, ao aproximar o cartão do validador, não será descontado valor algum.
Exemplo 1: 1° modal > R$ 4,05

2° modal > R$ 4,50

Exemplo 2: 1° modal > R$ 8,55

2° modal > R$ 0,00
Cada usuário terá direito a 2 integrações por dia - uma de ida e outra de volta.
O início da operação se deu na data de 1 de fevereiro de 2010

### Cidade do Rio de Janeiro
O Bilhete Único Carioca é o benefício tarifário da integração nas linhas de ônibus municipais da cidade do Rio de Janeiro. Após seu desbloqueio, poderá ser utilizado normalmente, mas só será contemplado com a tarifa proporcional em 48 h. Utilizando o cartão, você pode embarcar em até dois ônibus municipais, com ou sem ar-condicionado, dentro do intervalo de duas horas e meia, pagando o valor de R$ 4,05 (2019). Ônibus tarifa (tipo "frescão") não estão incluídos no Bilhete Único Carioca. Nas viagens que não contemplam integração, o cartão pode ser utilizado sem restrições de uso e tempo, podendo ainda pagar várias passagens no mesmo veículo e será descontado a tarifa normal do modal.

### Niterói
Assim como acontece na capital fluminense, a cidade de Niterói também adotou um bilhete único municipal, o Bilhete Único de Niterói Após seu desbloqueio poderá ser utilizado normalmente, mas só será contemplado com a tarifa proporcional em 48 h. Utilizando o cartão eletrônico, você pode embarcar em até dois ônibus municipal ou intermunicipal, dentro do intervalo de três horas, pagando o valor de R$ 3,30. exceção feita aos frescões e integrando-se ao bilhete único carioca, se pegar um ônibus municipal da capital.

### Araruama
Seguindo o modelo da capital fluminense, o município de Araruama passou a oferecer aos moradores o Bilhete Único Municipal. Gerenciado pela Viação Montes Brancos (empresa responsável pelo transporte coletivo de passageiros na cidade) o Bilhete Único de Araruama faz a integração das passagens através da utilização do cartão eletrônico. Com isso, você pode embarcar em até dois ônibus municipais dentro do intervalo de duas horas, descontando uma única vez o valor de R$ 3,30. A integração pode ser realizada em todos os ônibus de linhas municipais, até nos frescões.

### Petrópolis
Assim como na capital fluminense, na cidade de Petrópolis, os usuários de transporte público também fazem a integração entre ônibus urbano municipal, no tempo limite de uma hora, descontando uma única vez o valor de R$ 3,40. Para isso, é necessário ter o cartão RioCard.